# Rebel Tours in Südafrika
Die Rebel Tours in Südafrika waren sieben Cricket-Touren zwischen 1982 und 1990, bei denen inoffizielle Nationalmannschaften ins von Apartheid geprägte und vom internationalen Cricket suspendierte Südafrika reisten.
Die Touren erregten international großes Aufsehen und zahlreiche teilnehmende Spieler wurden entweder mehrere Jahre oder lebenslang von ihren nationalen Verbänden gesperrt und einige der Spieler mussten in ihren Heimatländern schwere soziale Folgen hinnehmen. Die ausgetragenen Spiele hatten zunächst offiziellen First-Class/List-A-Status, der jedoch nachträglich im Jahr 1993 vom Weltverband zurückgezogen wurde und bis heute im Bereich der Cricketstatistik kontrovers diskutiert wird.

## Entstehung
Im Jahr 1968 kam es zur Affäre um den nach England übergesiedelten Südafrikaner Basil D’Oliveira, der von Südafrika auf Grund seiner Klassifizierung als „Farbiger“ für die geplante Tour Englands 1968/69 nicht ins Land gelassen werden sollte. Der südafrikanische Premierminister Balthazar Johannes Vorster verkündete:

“We are not prepared to receive a team thrust upon us by people whose interests are not in the game but to gain certain political objectives which they do not even attempt to hide. The MCC team is not the team of the MCC but of the anti-apartheid movement.”

„Wir sind nicht dazu bereit uns ein Team aufzwingen zu lassen, deren Interesse nicht im Sport, sondern in gewissen politischen Zielen liegen die sie nicht mal versuchen zu verstecken. Das Team des MCC ist nicht das Team des MCC, sondern das der Anti-Apartheid Bewegung.“

Als daraufhin die Tour abgesagt wurde, wurde Südafrika vom internationalen Cricket und Sport ab dem Jahr 1971 suspendiert.
Nachdem man für mehrere Jahre gesperrt war und es nicht gelang mit kleineren Zugeständnissen wieder aufgenommen zu werden begann sich der Druck auf das südafrikanische Cricket zu erhöhen. Jede Möglichkeit der Rückkehr wurde durch den englischen Vertreter im International Cricket Council, Doug Insole, 1981 ausgeschlossen, als er mitteilte:

“Until apartheid goes, you can forget about getting back into world cricket.”

„Bis die Apartheid verschwindet, könnt ihr es vergessen zurück ins internationale Cricket zu kommen.“

Schon in den 1970er Jahren hatte es vier private Touren unter Sportpromoter Derrick Robins gegeben, die jedoch mit dem Gleneagles Agreement im Jahr 1977 eingestellt wurden. Zu Beginn der 1980er Jahre begann der ehemalige Test-Spieler Ali Bacher Rebel-Touren zu organisieren, auch weil er davon ausging das der Bann nicht enden würde und fürchtete, dass das südafrikanische Cricket sonst an Qualität verlieren würde.

## Die Serien

### England XI in der Saison 1981/82
Die erste Rebel Tour fand unter Kapitän Graham Gooch statt und wurde erst bekannt, als die Mannschaft am 1. März 1982 in Johannesburg landete. Das 13-köpfige Team wurde hauptsächlich durch Geoffrey Boycott während der Tour in Indien 1981/82 organisiert und brauchte für jeden englischen Spieler etwa 50.000 GBP ein, einem Vielfachen ihrer Einnahmen als Nationalspieler. Dabei wurde Kapitän Keith Fletcher außen vor gelassen, da er Kraft seines Amtes gezwungen gewesen wäre, die Vorgänge zu melden und im Konflikt mit Boycott stand. Alleine vier Spieler dieser Tour waren Mitglied der Mannschaft, die nach Südafrika reiste, wobei die indische Regierung zunächst versucht hatte Boycott, auf Grund seiner südafrikanischen Verbindungen, nicht für die Tour ins Land zu lassen. Das Bekanntwerden der Tour schlug hohe Wellen in internationalen Medien und im britischen Parlament, wobei das Team als „Dirty Dozen“ („Dreckiges Dutzend“) bezeichnet wurde. Jedoch war die Mannschaft, geprägt von älteren Spielern nicht konkurrenzfähig und das südafrikanische Team gewann die Serien klar. Die südafrikanischen Medien unterstützten die Regierung dabei die Tour als Propagandaerfolg auszunutzen. Nach der Heimkehr erhielten die beteiligten Spieler eine 3-jährige Sperre.

### Arosa Sri Lanka in der Saison 1982/83
Die Tour wurde über Tony Opatha im Sommer 1982 mit Ali Bacher und Geoff Dakin in England geplant und der Anwalt Colin Rushmere flog im September 1982 verdeckt als niederländischer Geschäftsmann nach Colombo, um 14 Verträge unterzeichnen zu lassen. Dabei hatten zahlreiche Spieler unterschrieben, die Teil des ersten Testteams Sri Lankas im Februar des Jahres waren. Um kein weiteres Aufsehen zu erregen, reisten die Spieler getarnt als Touristen im Oktober 1982 nach Johannesburg und wurden dort mit Ausrüstung versorgt. Das Team war deutlich unterlegen und konnte während der Tour kein Spiel gewinnen. Nach der Heimkehr gab der Sri Lankische Verband bekannt, dass die teilnehmenden Spieler auf Lebenszeit für alle Cricket-Aktivitäten gesperrt seien, eine Strafe die erst 1993 aufgehoben wurde, als die Apartheid in Südafrika endete.

### West Indies XI in der Saison 1982/83
Die West Indies hatten bis zu diesem Zeitpunkt noch keine Tour in Südafrika abgehalten, vor allem weil der südafrikanische Verband nur „weißen“ Teams die Einreise erlaubt hatte. Ali Bacher bemühte sich, Spieler der West Indies unter Vertrag zu nehmen und für die Tour konnten insgesamt 18 Spieler gewonnen werden. Dabei wurde aktuellen Test-Spielern 100.000 bis 120.000 US-Dollar geboten und Viv Richards ein Blankoscheck, den dieser jedoch ablehnte. Viele der Spieler hatten außerhalb der Saison in den West Indies kein Einkommen. In der Serie konnten die West Indies die Tests mit 2–1 gewinnen, während Südafrika die ODI-Serie mit 4–2 gewann. Die beteiligten Spieler erhielten eine lebenslange Sperre und viele hatten in der Folge in ihren Heimatländern mit sozialer Isolation zu kämpfen. Im Jahr 1989 wurden die Sperren aufgehoben, doch von den Spielern schaffte es nur Ezra Moseley in der Folge, für das west-indische Team zu spielen.

### West Indies XI in der Saison 1983/84
Ein Jahr nach der vorhergehenden Tour reiste abermals ein west-indisches Team nach Südafrika, das weitestgehend die gleichen Spieler aus dem Vorjahr enthielt. Die West Indies gewannen die ODI-Serie 4–1, während die Test-Serie 1–1 unentschieden endete.

### Australien XI in der Saison 1985/86
Im Dezember 1985 gab es erste Gerüchte, dass ein australisches Team nach Südafrika reisen würde. Die Organisation hatte im Rahmen des Cricket World Cup 1983 in England begonnen, als Ali Bacher Mitglieder des australischen Teams Vorschläge über die Tour unterbreitete. Das Australische Team war zu diesem Zeitpunkt an einem Tiefpunkt und so fanden sich zahlreiche Spieler, die teils kurz vor dem Karriereende standen, die für 100.000 US-Dollar die Tour absolvieren wollten, auch wenn einige kurzfristig wieder absprangen. Der australische Premierminister Bob Hawke bezeichnete die reisenden Spieler als Verräter. Die Tour endete mit einem Sieg Südafrikas in der Test-Serie mit 1–0 und in der ODI-Serie mit 4–2. Die beteiligten Spieler erhielten eine dreijährige Sperre und Australien rutschte ohne sie in der Folge noch tiefer in die Krise. Während der Tour wurde bekannt, dass anders als Ali Bacher und der südafrikanische Verband behaupteten, nicht die Wirtschaft für die Kosten der Tour aufkam, sondern vorwiegend durch große Steuervorteile an Sponsoren durch die südafrikanische Regierung.

### Australien XI in der Saison 1986/87
Ein vergleichbares Team wie das Jahr zuvor reiste wieder nach Südafrika und verlor die Test-Serie abermals 1–0.

### England XI in der Saison 1989/90
In der Saison 1988/89 nahm Ali Bacher Kontakt mit John Emburey auf, der schon bei der ersten englischen Tour dabei war. Dieser bemühte sich in Middlesex gleichgesinnte zu finden und fand mit David Graveney jemanden der die Tour organisierte. Für 80.000 bis 100.000 GBP fanden sich Spieler, die teils schon am Karriereende waren. Die englischen Medien verurteilten die Tour und erklärten, dass die Spieler für „Blood Money“ nach Südafrika gereist seien. Während der Tour kam es, nachdem Präsident Frederik Willem de Klerk das Demonstrationsrecht gelockert hatte, zu zahlreichen Demonstrationen gegen das englische Team. Nachdem es zu Ausschreitungen am Rande des ersten Spiels in Kimberley gekommen war, machte der Kapitän Mike Gatting den Kommentar, dass es nur Leute seien die singen und tanzen würden, was zur Aufruhr in England und Südafrika führte. Nach weiteren Demonstrationen, einer Bombenexplosion am Newlands Cricket Ground in Kapstadt und nachdem die Freilassung von Nelson Mandela verkündet worden war, wurde die Tour zwei Wochen vor Schluss abgebrochen. Die geplante Tour im Folgejahr wurde nicht mehr ausgetragen.

## Rückkehr Südafrikas ins internationale Cricket
Im Juni 1991 schlossen sich die South African Cricket Union (SACU), dem Ali Bacher angehörte, und der South African Cricket Board (SACB), der allen Südafrikanern offen stand, zusammen und formten den United Cricket Board of South Africa (UCBSA). Darüber hinaus gab es zahlreiche Verhandlungen mit den Mitgliedern des International Cricket Councils um eine wiederzulassung Südafrikas zum internationalen Cricket zu ermöglichen. Nachdem vor allem der indische Vertreter dabei behilflich war dieses zu erreichen, fand die erste Tour Südafrikas nach der Apartheid im November 1991 in Indien statt.

## Status der Spiele
Der Status der Spiele ist bis heute umstritten. Zur Zeit der Austragung wurden die Spiele als Tests und ODIs angekündigt und erhielten vom südafrikanischen Verband First-Class- und List-A-Status. Der ICC erklärte 1993, dass die Spiele keinen offiziellen Status haben würden, jedoch gab es seitdem mehrere Versuche dieses wieder zu ändern.